# Pterolophia modesta
Pterolophia modesta là một loài bọ cánh cứng trong họ Cerambycidae.